# Zgornja Jevnica
Zgornja Jevnica este o localitate din comuna Litija, Slovenia, cu o populație de 55 de locuitori.